# Juan Barriobero y Armas
Juan Barriobero y Armas (1874-1947) fue un político, jurista y autor español, diputado y senador en las Cortes de la Restauración. Ostentó el título nobiliario de segundo barón de Río Tovía.

## Biografía
Nacido el 23 de marzo de 1874 en Logroño, en 1918 se le concedió carta de sucesión del título de barón de Río Tovía. Fue miembro del partido liberal, si bien en 1916 habría pasado a figurar como candidato independiente. Barriobero, que obtuvo varias veces escaño de diputado a Cortes entre 1910 y 1923, por los distritos de Saldaña y Sahagún, fue también senador por la provincia de León entre 1921 y 1922. Hacia comienzos de 1930 fue nombrado director general de Comunicaciones. Contrajo matrimonio con María Josefa Pérez de Soto y Vallejo en 1919, superviviente del naufragio del Titanic, y fue letrado oficial mayor del Consejo de Estado hasta su jubilación en 1941. Autor de varias obras de estudios nobiliarios y jurídicos, falleció el 17 de febrero de 1947.
La localidad leonesa de Villamartín de Don Sancho tiene una placa en su honor. Fue gentilhombre de cámara del rey Alfonso XIII (1923). Fue letrado asesor de la Diputación Permanente y Consejo de la Grandeza de España.